# Anastasiya Bayandina
Anastasia Aleksandrovna Bayandina (Krasnoyarsk, 1 de noviembre de 1996) es una deportista rusa, nacionalizada francesa, que compite en natación sincronizada.
Ganó dos medallas de oro en el Campeonato Mundial de Natación de 2017 y tres medallas en el Campeonato Europeo de Natación, en los años 2018 y 2025. En los Juegos Europeos de Cracovia 2023 consiguió dos medallas.

## Palmarés internacional
| Representando a Rusia   |                       |                   |                   |
| Campeonato Mundial      |                       |                   |                   |
| Año                     | Lugar                 | Medalla           | Prueba            |
| 2017                    | Budapest (Hungría)    | Medalla de oro    | Equipo técnico    |
| 2017                    | Budapest (Hungría)    | Medalla de oro    | Equipo libre      |
| Campeonato Europeo      |                       |                   |                   |
| Año                     | Lugar                 | Medalla           | Prueba            |
| 2018                    | Glasgow (Reino Unido) | Medalla de oro    | Equipo técnico    |
| 2018                    | Glasgow (Reino Unido) | Medalla de oro    | Equipo libre      |
| Representando a Francia |                       |                   |                   |
| Juegos Europeos         |                       |                   |                   |
| Año                     | Lugar                 | Medalla           | Prueba            |
| 2023                    | Oświęcim (Polonia)    | Medalla de oro    | Rutina acrobática |
| 2023                    | Oświęcim (Polonia)    | Medalla de bronce | Equipo técnico    |
| Campeonato Europeo      |                       |                   |                   |
| Año                     | Lugar                 | Medalla           | Prueba            |
| 2025                    | Funchal (Portugal)    | Medalla de bronce | Dúo técnico       |